# La Costa (Vilancòs)
La Costa és un indret del terme de Sarroca de Bellera, al Pallars Jussà, en el territori de l'antic terme de Benés.
Es tracta de tot el vessant sud-oriental de la Serra de la Pala de damunt del poble de Vilancòs, al nord-est del qual es troba. De la Costa davalla cap al sud el torrent Llavener.